# Herinneringsmedaille

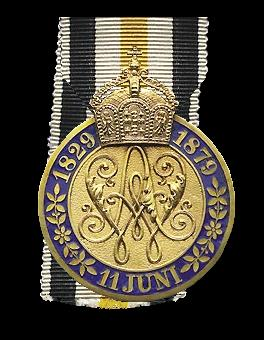
Een zeldzame medaille: Van deze huwelijksmedaille werden in 1879 slechts honderd exemplaren verleend aan de gasten van Keizer Wilhelm I en Keizerin Augusta van Duitsland. Particuliere verzameling Groningen.

Een herinneringsmedaille is een ereteken dat wordt uitgereikt bij belangrijke gebeurtenissen. Het uitdelen van zulke medailles is meestal een traditie. Zo worden aan het hof van Mecklenburg-Strelitz, deze medailles al uitgereikt sinds de vroege 19e eeuw. De eretekens getuigen van dank en erkentelijkheid jegens de drager.
Dergelijke medailles worden vaak uitgereikt aan prinsen van vorstenhuizen waarvan de leden ze dan ook dragen bij verschillende gebeurtenissen. Soms bezitten àlle leden van de koninklijke huishouding zo'n medaille, soms alleen leden van een koninklijke familie. In het Verenigd Koninkrijk en landen waarvan Elizabeth II koningin is gaat het om grote aantallen. Van de in 2012 ingestelde Queen Elizabeth II Diamond Jubilee Medal werden alleen al in Canada 60 000 exemplaren uitgereikt. In Nederland werd deze Duitse gewoonte pas aan het begin van de 20e eeuw overgenomen.

## Adolf Frederik V
Een bijzondere eremedaille werd door Adolf Frederik V Groothertog van Mecklenburg-Strelitz verleend aan de 13 kamerheren en leden van de hofhouding die in de nacht van 30 mei 1904 de kist van zijn overleden vader opwachtten. Dit is een zeer zeldzame medaille. Koningin Elizabeth II liet bij haar 50-jarig regeringsjubileum haar familieleden, alle leden van haar hofhouding, de officieren van haar garderegimenten en alle personeel van het hof onderscheiden. Het ging dus om vele honderden medailles. 

## De dracht van Eretekens
De eretekens mogen ambtshalve op officiële uniformen worden gedragen  bij plechtige gelegenheden. Vaak kan men aan het aantal medailles zien, hoeveel gebeurtenissen de drager al heeft meegemaakt tijdens zijn dienst. Sommigen bezitten tientallen medailles.

### Koninkrijk der Nederlanden
- Metalen Kruis Vrijwilligers 1830-1831 (Voor het meedoen aan de Tiendaagse veldtocht)
- Inhuldigingsmedaille 1898 ( Koningin Wilhelmina) (1898)
- Huwelijksmedaille ( Koningin Wilhelmina en Prins Hendrik) (1901)
- Herinneringsmedaille 1926 voor het Zilveren huwelijksfeest van Koningin Wilhelmina en Prins Hendrik
- Medaille voor de leden van de erewacht van 1898 (in 1933 ingesteld)
- Huwelijksmedaille 1937(1937)
- Inhuldigingsmedaille Koningin Juliana (1948)
- Herinneringsmedaille Zilveren huwelijk (1962)
- Huwelijksmedaille Beatrix en Claus (1966)
- Inhuldigingsmedaille Koningin Beatrix (1980)
- Herinneringsmedaille bezoek aan de Nederlandse Antillen (1980)
- Huwelijksmedaille Willem Alexander en Maxima (2002)
- Inhuldigingsmedaille Koning Willem-Alexander (2013)

Koningin Beatrix stelde in 2000 een Herinneringsmedaille Buitenlandse Bezoeken in.

### Verenigd Koninkrijk
- Gouden Jubileum
- Zilveren Jubileum
- Kroning
- Keizerin van India-medaille
- Durbarmedaille 1911

### Duitsland
- De Medaille ter Herinnering aan het Gouden Huwelijk van het Groothertogelijke Paar van Mecklenburg-Strelitz in 1893.

### België
- Herinneringsmedaille aan de Regeerperiode van Leopold II